# Varlam Tyihonovics Salamov
Varlam Tyihonovics Salamov (Варлам Тихонович Шаламов), (Vologda, 1907. június 18. – Moszkva, 1982. január 17.) komi (zürjén) származású orosz író.

## Élete
Apja ortodox pap, anyja művészeteket kedvelő háziasszony volt. Tanulmányait szülővárosában kezdte. 1924-ben Szetunyba (ma Moszkva része) költözött, ahol 2 évig egy bőrgyárban dolgozott cserzőként. Ezután jelentkezett a Moszkvai Állami Egyetem jogi karára. 1929. február 19-én a Lenin végrendelete néven ismert irat terjesztéséért letartóztatták és három évre börtönbe zárták, amit az Északi-Urálban, a viserai munkatáborban kellett letöltenie. 1931-ben a lágerek túlzsúfoltsága miatti amnesztia után szabadult. Ottani élményeiből írta Visera, Antiregény című művét.
1932-ben visszatért Moszkvába. Ettől kezdve különböző moszkvai lapoknak írt újságcikkeket, és néhány elbeszélése is megjelent. 1937 januárjában újra letartóztatták, ezúttal „ellenséges, trockista tevékenységért” kapott öt évet, és a Kolima vidékére vitték. 1942-ben újra elítélték, ezúttal tíz évre, „szovjetellenes tevékenység” miatt, miszerint Ivan Bunyin Nobel-díjas emigráns írót orosz klasszikusnak nevezte. 1943-ban Salamov végelgyengüléssel rabkórházba került.
1946-ban felcsertanfolyamra került, ami valamelyest enyhített sorsán. 1951-ben szabadult. A Kalinyini területen élt, mivel politikai fogoly nagyvárosban nem telepedhetett le.
1956-ban rehabilitálták, ám még két évig felcserként kellett dolgoznia. Utána Moszkvában élt.
Versei megjelentek a Junoszty, a Znamja és a Moszkva című folyóiratokban. Gyakran találkozott Nagyezsda Mandelstam írónővel, Oszip Mandelstam özvegyével, Szolzsenyicinnel, sűrűn vendégeskedett a francia nyelv professzoránál, Vera Kljujevánál. Levelezett Borisz Paszternakkal.
1961-ben jelent meg első verseskötete: Огниво (Tűzszerszám). Megírt egy verseskötetet (Kolimai füzetek, 1937–1956), és megírta a Kolimai történetek első ciklusát (később még hatot, melyeket 1973-ban fejezett be). Ezek 1978-ban, Londonban jelenhettek csak meg. A Szovjetunióban 1988–1990-ben adták ki. Verseiben is megjelenik a sztálini lágerek rettenete, de a fővárost, Moszkvát is megénekelte. (Moszkva felhői, 1972.) 1979-ben az Írószövetség öregek otthonába került, – Moszkva külvárosában, – Tusinóban. 1982 telén őrültnek nyilváníttatva egy fürdőköpenyben kivitték, hogy pszichiátriára szállítsák; a mínusz húszfokos hidegben egy fűtetlen mentőautóban tartották órákon át, ahol tüdőgyulladást kapott. Két hét múlva meghalt.

## Emlékezete
Az írót, aki összesen huszonnyolc évet töltött szovjet kényszermunkatáborokban – irodalmi értelemben – sokan a Gulag-irodalom Szolzsenyicinnél is jelentősebb szerzőjének tartják.
- Maga Szolzsenyicin így jellemezte:

„Salamov lágertapasztalata keserűbb és hosszantartóbb volt az enyémnél. Tisztelettel ismerem el, hogy nem nekem, hanem éppen neki jutott osztályrészül, hogy megérintsék az elállatiasodásnak és a reményvesztettségnek azok a mélységei, amelyek felé a lágerélet lehúzott bennünket.”
- Tarkovszkij:

„Olvasván Salamov »Kolimai elbeszélések« című könyvét, megállapítottam, hogy ez hihetetlen! Ez egy zseniális író! Mégpedig nem azért válik azzá, amit leírt a regényében, hanem azért, amiért érzéseket tudott ránk hagyni, azt hiszem, hogy ez a leginkább minősíti őt. Sokan, akik elolvasták a könyvet elcsodálkoztak, hogy ennyi szörnyűség átélése után Salamov hogyan tudta megtisztítani érzéseit. Az író elmeséli a szenvedéseit és a kompromisszumok nélküli igazságos harcát, melyet kénytelen volt saját fegyverével vívni; ez úgy gondolom, arra kötelez bennünket, hogy meghajoljunk ez előtt az ember előtt, aki megjárta a poklok-poklát.”
Vologdában, Salamov szülőházában 2001-ben emlékmúzeum nyílt.

## Művei magyarul
- Kolima. Elbeszélések a sztálini lágerekből; vál., szerk., bev. Gereben Ágnes, ford. Gereben Ágnes et al.; Szabad Tér–Európa, Bp., 1989
- Szentencia. Válogatott elbeszélések; ford. Soproni András, vál., szerk., utószó Goretity József; Európa, Bp., 2005
- A tejkonzerv, Griska Logun szerszáma, Cherry Brandy

## Külső hivatkozások
- Varlam Shalamov Hivatalos honlap Archiválva 2008. december 27-i dátummal a Wayback Machine-ben
- Shalamov.ru Archiválva 2016. augusztus 25-i dátummal a Wayback Machine-ben
- Fényképek Salamovról és családjáról
- A Nemzetközi Salamov Társaság
- Salamov művei oroszul és magyarul Bábel Web Antológia